# Бедуха
Бедуха (осет.  Бедухæ) — персонаж осетинского нартского эпоса, прекрасная девушка из рода Ахсартагката, дочь Челахсартага, внучка Хыза.

## Мифология
В нартском эпосе описана история любви Бедухи и Сослана. Бедуха, выбирая жениха, построила летающую башню и объявила, что тот, чья стрела долетит до летающей башни, станет её мужем. Стрелы Сослана достигли башни и Бедуха опустила башню на землю. Не заметив, что Бедуха вышла из башни и, думая, что девушка ещё находится в башне, Сослан вошёл в неё, и в это время башня поднялась в воздух. Не найдя Бедухи в летающей башне, Сослан выпрыгнул из неё и, долетев до земли и пробив её, достиг семи подземелий, где попал к подземному владыке Елызбару. Когда Сослан вернулся из семи подземелий, Бедуха вновь решила испытать своего возлюбленного, поднявшись на летающей башне. Сослан по совету Шатаны превратился в вихрь, а потом в облако, достиг летающей башни, где находилась Бедуха.
Отец Бедухи Челахсартаг пообещал Сослану отдать свою дочь ему в жёны, если тот победит его в сражении. Битва между Сосланом и Челахсартагом описана в рассказе «Битва Сослана с Челахсартоном». Сослан смог одолеть Челахсартага, но тот не выполнил своего обещания. В течение семи лет Сослан добивался руки Бедухи. Однако их любви препятствовал её отец Челахсартаг, из-за чего Сослан стал его непримиримым недругом. Вступив в битву с Челахсартагом, Сослан убил его и, построив для него склеп, похоронил его там. Бедуха не выдержала смерти своего отца и покончила с собой. Сослан с помощью волшебной бусинки исполнения желаний оживил Бедуху и женился на ней.

## Источник
- Нарты. Осетинский героический эпос. М., изд. «Наука», Главная редакция Восточной литературы, 1989, стр. 99 — 119, ISBN 5-02-016996-X